# Vittorio Gui
Vittorio Gui, född den 14 september 1885 i Rom, död den 16 oktober 1975 i Fiesole, var en italiensk tonsättare och dirigent.
Gui var kapellmästare vid olika norditalienska scener, från 1925 vid Teatro di Torino. I hans produktion märks symfoniska dikter (häribland ett försök att sammanbinda musik med abstrakta kinematografiska visioner 1919), en fiaba lirica Fata malerba (1923), sånger med mera.
Från 1952 till 1963 var han musikalisk ledare för operafestivalen i Glyndebourne Festival.